# Óscar Humberto Mejía Víctores
Óscar Humberto Mejía Víctores (Ciudad de Guatemala, 9 de diciembre de 1930-Ib., 1 de febrero de 2016) fue un político y militar guatemalteco, jefe de Estado de facto de Guatemala entre el 8 de agosto de 1983 y el 14 de enero de 1986.

## Biografía
Óscar Mejía Víctores fue hijo de Juan José Mejía y Alejandra Víctores de Mejía. Ingresó al ejército en Guatemala, haciendo estudios en la Escuela Politécnica en el año de 1948, ostentando como caballero cadete el número de antigüedad 1903, y se graduó el 29 de marzo de 1953. Su carrera militar fue exitosa, hasta alcanzar el generalato.

### Ministro de la Defensa y Tribunales de Fuero Especial

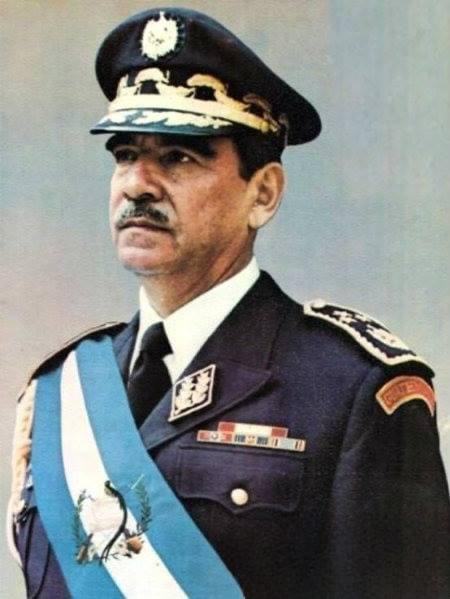
Fernando Romeo Lucas García

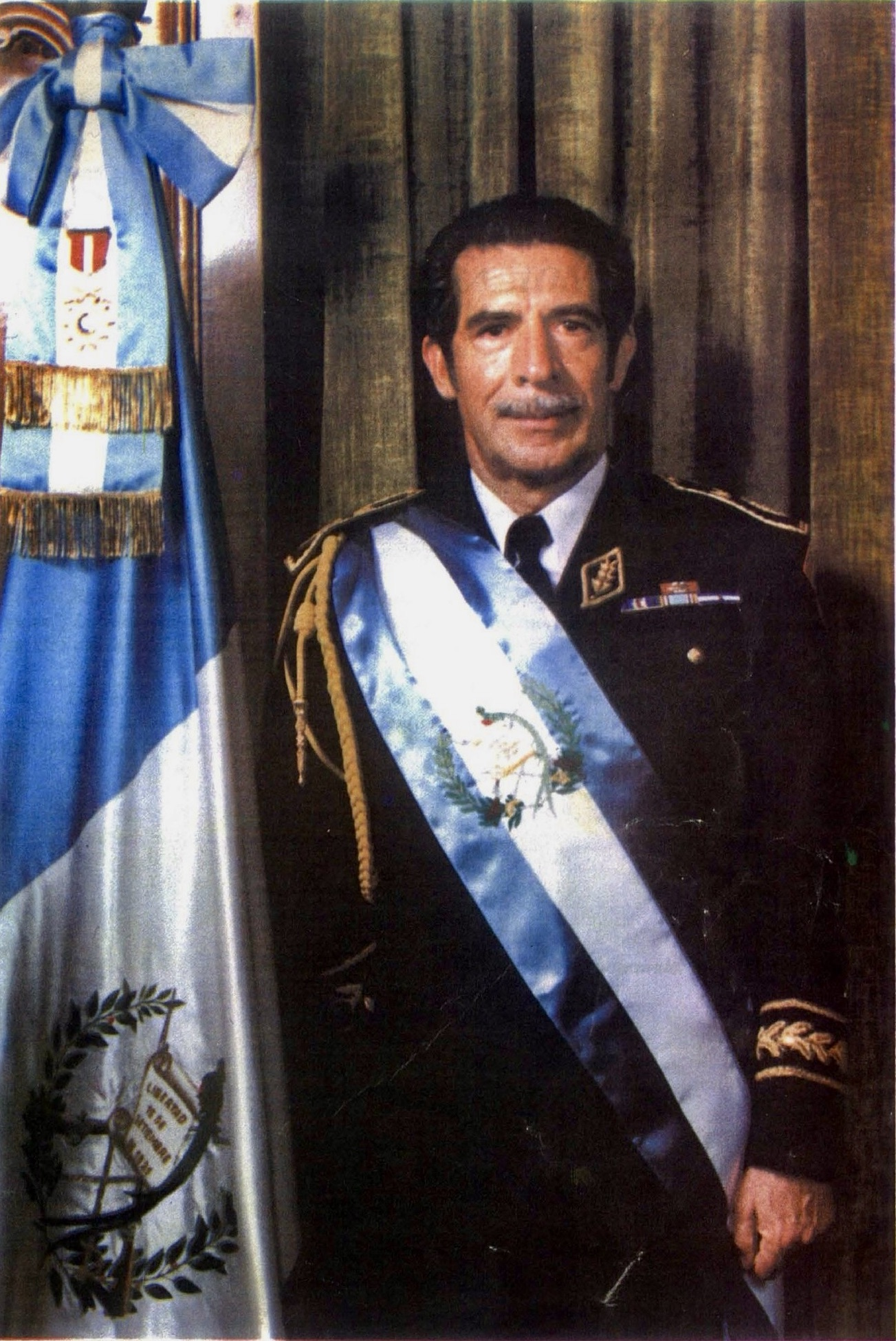
Retrato oficial del Presidente Efraín Ríos Montt

En abril de 1982, en la cadena nacional de televisión, el presidente de facto de Guatemala, general Efraín Ríos Montt, decretó una amnistía para que la izquierda subversiva dejara las armas. Tras la escasa respuesta a su petición, el 9 de junio Ríos Montt se autoproclamó jefe de Estado y depuso a los coroneles Héctor Maldonado Schaad y Francisco Luis Martínez Gordillo del poder, mientras concentraba a todos los elementos del ejército en los cuarteles cercanos a la capital, en donde descansan por un mes.
El 30 de junio de 1982, Ríos Montt, en un discurso titulado Estamos dispuestos a que reine la honestidad y la justicia, dijo que el gobierno se daba cuenta de que había guatemaltecos que por temor a ser asesinados no hicieron uso de la amnistía, porque los «camaradas comunistas» se habían declarado enemigos de estas poblaciones y que por esta razón el gobierno iba a combatir a la subversión por los medios que quisieran, pero que lo iban a hacer con juicios abiertos, completamente justos, a la vez que con energía y con rigor. Informó que para tal efecto había establecido «tribunales de fuero especial» que cumplirían con este propósito y declaró que a partir de ese momento había pena de muerte por fusilamiento, para los que secuestraran, provocaran incendios, y atacaran y dañaran instalaciones de defensa. Finalmente, anunció que a partir del 1 de julio quedaba establecido en todo el país el estado de sitio, y que iba a movilizar tropas para combatir a la subversión, para iniciar ya la «batalla final».
Los Tribunales de Fuero Especial, dirigidos por funcionarios desconocidos, civiles o militares, nombrados por el presidente, y que juzgaron y condenaron, de forma drástica y rápida, de modo paralelo al Organismo Judicial a más de quinientas personas culpadas de pretender violentar las instituciones jurídicas, políticas, económicas y sociales del país eran un órgano judicial sujeto al Poder Ejecutivo. Los tribunales funcionaban bajo jurisdicción del Ministerio de la Defensa, entonces a cargo del general Mejía Víctores. En total, quince personas murieron fusiladas sin que hubiera forma de probar lo contrario, pues en menos de un mes desde su captura, los tribunales con jueces anónimos —sin rostro y sin registro— los sentenciaron a muerte y nunca fueron públicos los argumentos en que se basaba su fallo. Se juzgaron, además, a otras quinientas ochenta y dos personas que no fueron condenados a muerte.
Cuando se publicó el decreto-ley de los Tribunales de Fuero Especial, un día después de la celebración del día del ejército, el 1 de julio de 1982, el gobierno de Ríos Montt no esperaba que se dieran impugnaciones, apelaciones y menos amparos; la ley —decreto-ley 46-82— decía: «Contra las resoluciones de los Tribunales de Fuero Especial que se dicte en esta clase de procesos, no cabe recurso alguno», por lo que de la defensa se esperaba casi nada o muy poco. Conrado Alonso, quien fue abogado defensor de uno de los acusados, escribió en 1986 un libro minucioso al que llamó 15 fusilados al alba. En el libro aparecen fotos de los sentenciados, de los tribunales sin jueces, y de policías con los fusiles en la mano en las afueras del cementerio. Defensores que contra reloj redactaban recursos de amparo antes de la medianoche, y magistrados que los recibían, que iban y venían, con la notificación de suspensión, buscando desde las tres de la mañana, la sede inexistente de los Tribunales de Fuero Especial, ya fuera en el Palacio Nacional o en el Segundo Cuerpo de la Policía Nacional, a un costado de la iglesia de la Merced; gracias a las diligencias de los magistrados, la inexistencia de la sede para los Tribunales de Fuero Especial quedó en evidencia, a pesar de que ya tenían más de seis meses de estar operando, y de que el 18 de septiembre de 1982 ya habían sido fusiladas cuatro personas.
Tras la visita de la Corte Interamericana de Derechos Humanos a finales de 1982, Ríos Montt decidió suspender todas las ejecuciones a pena de muerte existentes, sin que se diera a conocer el nombre de los condenados, tomando en cuenta algunas sugerencias del organismo internacional de derechos humanos. Después de recibir el informe de la CIDH, la ley sufriría modificaciones; entre ellas, que la defensa podía tener al menos una participación discreta y la creación de una segunda instancia para los procesos sometidos a estos tribunales. El 14 de diciembre de 1982, los cambios se publicaron en el Diario Oficial: Decreto Ley 111-82. La defensa pudo al menos activar un mecanismo dentro del Sistema de Justicia Oficial, que aunque no logró evitar los fusilamientos, por lo menos los pospuso por unos días.
De acuerdo a la Comisión para el Esclarecimiento Histórico, los Tribunales de Fuero Especial fueron el elemento de represión urbano que se implementó dentro del proyecto contrainsurgente del ejército;  esto fue necesario porque desde 1976, la guerrilla los partidos políticos de izquierda que estaban proscritos —como el Partido Guatemalteco del Trabajo— se habían infiltrado en sindicatos, organizaciones populares e incluso en las asociaciones estudiantiles y la autoridad de la Universidad de San Carlos. Durante el gobierno de Lucas García demostraron su poder de convocatoria y organización con masivas protestas en julio y agosto de 1978 que pusieron en jaque al gobierno, y luego cuando el gobierno encontró —con la ayuda de equipo de cómputo recomendado por el gobierno militar de Argentina y técnicos israelíes— y desmanteló treinta y cinco reductos guerrilleros en la ciudad de Guatemala en 1981. El gobierno de Lucas García incrementó la represión por medio de una ola de terror en la ciudad al punto que para 1982 la izquierda subversiva estaba desmantelada.  En el caso de los Tribunales de Fuero Especial, éstos fueron una continuidad del plan militar desde el gobierno, con un cambio de cúpula nada más.
Entre el martes 22 de febrero y el 4 de marzo de 1983, los seis condenados a muerte volvieron a ser noticia. No había sido fácil, pero los defensores habían logrado una audiencia pública, por las sentencias apresuradas, los Tribunales de Fuero Especial cometieron errores. Lo que quedaba era pedir una vista pública de los sentenciados, a la que el Ministerio de la Defensa se mostró renuente; pero no pudo reñir con la decisión de los magistrados de la Corte Suprema de Justicia y de tal cuenta, frente a los reporteros, ante los magistrados de la CSJ, las cámaras de televisión, el Ministerio Público, y la ausencia de los jueces de Tribunal de Fuero Especial, uno a uno, los seis condenados podrían declarar. Ese día se escuchó la repetición de las acusaciones, la tortura, el interrogatorio exprés al que se había sometido cada uno de ellos. La sala de vistas del Organismo Judicial estaba llena. La voz entrecortada de los acusados, como recogieron algunos periodistas de la época, era algo que no dejaba indiferente.
El 3 de marzo de 1983 el general Mejía Víctores, ministro de la Defensa, obligó a que los magistrados de la CSJ fueran al Palacio Nacional —la sede de los Tribunales de Fuero Especial— para que, finalmente, revisaran los documentos. Tras conferenciar con los jueces en el Palacio, los magistrados de la CSJ encontraron sólo pequeños errores, y en consecuencia los sentenciados serían fusilados. Diez horas más tarde, los seis acusados —Héctor Adolfo Morales López, los hermanos Walter Vinicio y Sergio Roberto Marroquín González, Carlos Subuyuj Cuc, Pedro Raxón Tepet y Marco Antonio González—, llegaban de madrugada al Cementerio General junto con el pelotón de fusilamiento de policías y ejército y el médico forense.  Lo que más se recuerda de aquellos fusilamientos fue que el hecho ocurrió apneas unos días antes de la visita del papa Juan Pablo II, quien había pedido indulgencia para los condenados.
Una semana después, el general Mejía Víctores anunció nuevos fusilamientos y otras penas severas. Los Tribunales de Fuero Especial no sólo condenaron a pena de muerte ya que según su decreto-ley, podían duplicar la pena de cárcel en sus sentencias. Y se combinaba entre la Policía Nacional a través del cuerpo de inteligencia del Departamento de Investigaciones Técnicas con los oficiales del ejército que actuaban como jueces en los Tribunales de Fuero Especial para decidir quienes eran juzgado en esos tribunales.
Para el 30 de abril de 1983, el Gobierno daba fe de que el 80 por ciento de los consignados había quedado en libertad, y se contaban, no obstante, un total de 112 casos. Hacia junio de 1983 había unos doscientos presos en el Segundo Cuerpo de la Policía Nacional.  Los tribunales se mantuvieron durante todo su gobierno y nunca se supo quienes fueron los jueces en los Tribunales de Fuero Especial.

### Golpe de Estado de 1983
En junio de 1983, el Departamento de la Defensa de Estados Unidos recibió un mensaje de su oficina de inteligencia en Guatemala, en el que se le explicaba que se esperaba un golpe de Estado en contra de Ríos Montt, que podría ocurrir entre el 30 de junio —día del Ejército— y el 2 de agosto —día de la conmemoración del levantamiento de los cadetes contra los liberacionistas—. Según el comunicado estadounidense, el ministro de la Defensa, Mejía Víctores sería reemplazado por un militar afín a los alzados, quien luego del derrocamiento de Ríos Montt convocaría a elecciones para formar una asamblea nacional constituyente en un plazo de sesenta día después de que ocurriera el golpe.   La nueva asamblea constituyente sería el congreso interino, en lo que se convocaría a elecciones generales, que los estadounidenses consideraban sería en cuestión de tres años después del derrocamiento de Ríos Montt. Las razones por las que Ríos Montt sería derrocado fueron listadas en el comunicado estadounidense:
- El general Ríos Montt era una figura pública muy popular que agradaba a la prensa guatemalteca, pero la gente se había desilusionado de él. Sus últimos mensajes presidenciales dominicales eran prácticamente sermones evangélicos en los que decía su recordada frase «¡Usted Papá, Usted Mamá!» utilizando numerosas variaciones sobre el tema familiar, expresadas con creciente frenesí hasta que terminaban los mensajes.[3]
- Había más corrupción ahora que la que había habido en los gobiernos anteriores.[5]
- Una persona guatemalteca que actuaba como agente de la CIA reportó que oficiales del gobierno le pedían hasta el 20% en comisiones por las compras que le hacían.[5]
- El mismo agente informó que había altos funcionarios del gobierno de Ríos Montt que habían borrado la frase «República de Guatemala», en las órdenes de compra del gobierno, y la remplazaron por la expresión «Nueva Guatemala», que se refería a los cristianos evangélicos en el poder con Ríos Montt y que molestaban sobremanera a la mayoría católica del país.[5]
- Se contaba también que Ríos Montt había ganado las elecciones de 1974, en que resultó triunfador fraudulentamente el general Kjell Eugenio Laugerud García; sin embargo, Ríos Montt aceptó la derrota a cambio de ser nombrado agregado militar en España y de recibir pagos secretos de seis mil dólares mensuales cuando se encontraba en ese país.[5]
- Se decía también que el general había estado malversando fondos del estado para apoyar a su iglesia evangélica.
- Por último, se decía que sólo los veintidós oficiales que habían fraguado el golpe de Estado del 23 de marzo de 1982 y la esposa de Ríos Montt lo apoyaban en el gobierno.[5]

Contra lo sospechado por los agentes estadounidenses, Ríos Montt fue derrocado el 8 de agosto de 1983 por un golpe de Estado ejecutado por el general Mejía Víctores. El resto de la información del cable fue correcto, pues el nuevo jefe de Estado quien en efecto inició la transición hacia los regímenes democráticos en el país. La mayoría de la información recabada por los servicios de inteligencia estadounidense resultó correcta.
La proclama inicial del golpe de Estado la firmaron los comandantes de zonas militares, quienes se constituyeron en un “Consejo de Comandantes” e intentaron formar un gabinete civil. Entre los miembros del gabinete estaba Fernando Andrade Díaz-Durán quien era propietario de bancos y amigo personal de Rodolfo Lobos Zamora y de Héctor Nuila Hub quienes tenían fuertes inversiones en la Franja Transversal del Norte.

## Jefatura de Estado de Guatemala (1983-1986)

### Tribunales de Fuero Especial durante su gestión
Como objetivos del golpe, Mejía Víctores indicó que estos eran:
- respetar la institucionalidad del Estado
- respetar al Tribunal Supremo Electoral, a la Universidad de San Carlos de Guatemala, al Consejo de Estado, etc. y, sobre todo,
- respetar al Organismo Judicial en su función de administrar justicia conforme la ley.[2]

El 12 de agosto de 1983, tras un año y once días de existencia, el Gobierno derogó la ley de los Tribunales de Fuero Especial, tras publicar el decreto 93-83. Pero todo lo sentenciado por los jueces secretos, según decía la ley, debía quedar resuelto en menos de un mes y como ya no hay fusilamientos los procedimientos legales se enredaron. El 22 de agosto se publicó otro decreto-ley para mejor aplicación del anterior: el 99-83 y ya no se restablecieron penas anteriores al 8 de agosto, dictadas por los Tribunales de Fuero Especial.
Las demandas en contra de todo lo que habían ejecutado los Tribunales de Fuero Especial, no obstante, fueron aumentando de tono. En junio de 1984 unos cincuenta reos sentenciados, desde la Granja Pavón intentaron denunciar amenazas de muerte y extorsiones y acusaban de esto a los jueces secretos. Finalmente, en julio de 1984, Mejía Víctores decretó el indulto total mediante el decreto-ley 74-84.

### Plan de gobierno
Mejía Víctores se apoyó en un Estatuto Fundamental de Gobierno (Decreto Ley 11-86) redactado por el abogado Manuel de Jesús Girón Tánchez y convocó a una Asamblea Nacional Constituyente. Y mientras la asamblea delibera sobre una nueva Constitución, el Gobierno dio marcha al plan de  “Reasentamiento militarizado de la población desplazada” y se implementó un proyecto militar para la transición. Y como todavía estaba en marcha la Guerra Civil ejecutan andar el plan Firmeza 83, con el cual afianzó el control sobre la población civil y fortaleció a las Patrullas de Autodefensa Civil.

### Contrainsurgencia
Cuando Mejía Víctores asumió el poder, las actividades contrainsurgentes de Lucas García y de Ríos Montt habían tenido un gran éxito en su objetivo de remover la base civil de la guerrilla. Además, los servicios de inteligencia del Ejército de Guatemala (G-2) habían logrado infiltrar casi todas las instituciones políticas del país y había erradicado a los oponentes al gobierno por medio de terror institucional y de asesinatos selectivos. La contrainsurgencia había militarizado a la sociedad guatemalteca, creando una atmósfera de terror que suprimió las protestas populares y la insurgencia en sí. La milicia había consolidado su poder en prácticamente todos los sectores de la sociedad.

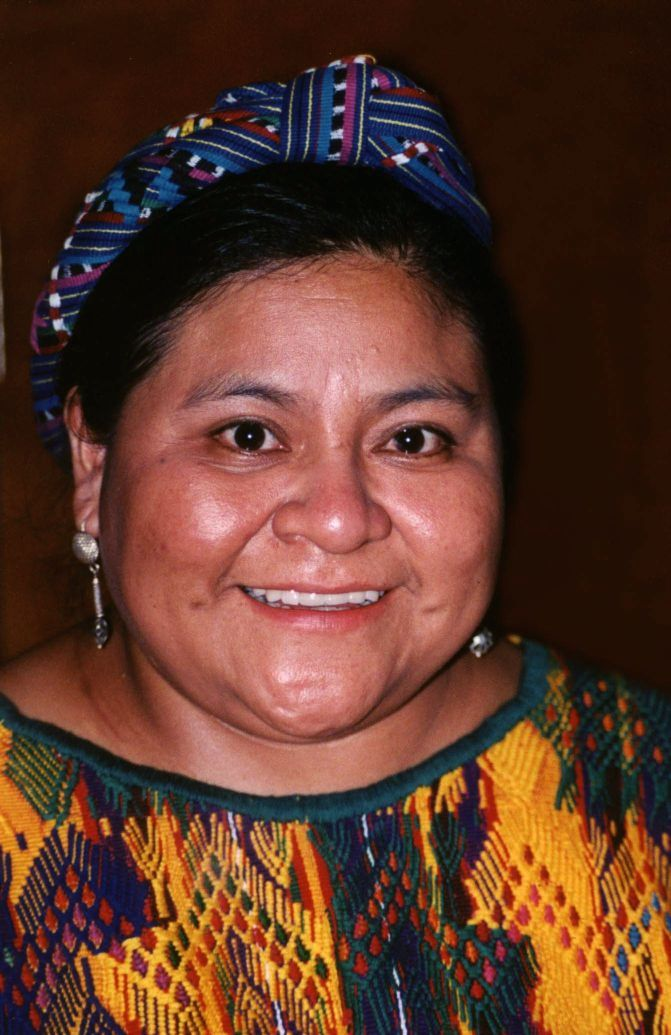
Rigoberta Menchu

En 1983, la activista indígena Rigoberta Menchú publicó internacionalmente sus memorias durante el período de Lucas García y Ríos Montt en su libro Me llamo Rigoberta Menchú y así me nació la conciencia, el cual atrajo muchísima atención internacional a la situación que se vivía en Guatemala.  Menchú es la hija de uno de los líderes campesinos que fue asesinado durante la Quema de la embajada de España el 31 de enero de 1980, y al momento de publicar su libro había sido altamente entrenada y educada por los intelectuales izquierdistas del país. Posteriormente, en 1992 -aprovechando la celebración de los Quinientos Años del Descubrimiento de América - fue galardonada con el Premio Nobel de la Paz por su trabajo en lograr una mayor justicia social. Sus memorias hicieron públicas las prácticas de terrorismo institucional en Guatemala.
Después del golpe de 1983, tanto la comunidad de inteligencia estadounidense como los observadores de derechos humanos advirtieron que los casos de abusos a los derechos humanos en el área rural cayeron considerablemente, pero las actividades de los escuadrones de la muerte en la ciudad se incrementaron.  Además, mientras que los niveles de ejecuciones extrajudiciales y de masacres disminuyeron, los secuestros y desapariciones forzadas se incrementaron. Pronto, la situación en la Ciudad de Guatemala empezó a parecerse a la que se vivía durante el gobierno de Lucas García. Durante el primer mes de Mejía Víctores, el número de secuestros mensuales documentados se incrementó de doce en agosto a cincuenta y seis en septiembre. Entre las víctimas había empleados de la Agencia Internacional para el Desarrollo (AID) de los Estados Unidos, miembros de partidos políticos de izquierda moderada y de izquierda radical, y sacerdotes católicos. En un reporte para las Naciones Unidas, la Comisión de Derechos Humanos para Guatemala, reportó setecientas trece ejecuciones extrajudiciales y quinientas seis desapariciones en Guatemala entre enero y septiembre de 1984. Un mensaje secreto del departamento de la Defensa de los Estados Unidos en marzo de 1986 indicaba que del 8 de agosto de 1983 al 31 de diciembre de 1985, hubo un total de dos mil ochocientos ochenta y tres secuestros; y que los secuestros promediaban ciento treinta y siete al mes durante 1984. El reporte asoció estos hechos a un programa sistemático de las fuerzas de seguridad de Mejía Víctores, indicando que aunque había actividad criminal y personas que desaparecían por su cuenta, las fuerzas de seguridad y los grupos paramilitares eran responsables de la mayoría de las desapariciones.  Los grupos insurgentes no secuestran normalmente como parte de sus actividades subversivas.
Al igual que durante el gobierno de Lucas García, parte del modus operando de la represión gubernamental incluía interrogatorios en bases militares, estaciones de policía y en casas de seguridad del gobierno. La información sobre posible conexiones con los insurgentes se obtenía mediante torturas.  Las fuerzas de seguridad utilizaban esta información para hacer redadas de posibles reductores guerrilleros en la Ciudad de Guatemala.  En ese proceso, el gobierno capturó secretamente a cientos de individuos quienes desaparecieron sin dejar rastro, o que si lo hicieron, fue cuando se encontró su cadáver torturado y mutilado. Entre 1984 y 1986, la policía secreta de la G-2 mantuvo su centro de operaciones contrainsurgentes en el suroeste de Guatemala en la base militar de Retalhuleu.  Allí, la G-2 operaba un centro clandestino de operaciones para interrogar a los sospechosos de ser guerrilleros o colaboradores de los insurgentes.  Los sospechosos eran apresados en pozos llenos de agua localizados en el perímetro de la base, en donde se colocaba una reja para evitar que los prisioneros se ahogaran.  Los cuerpos de los prisioneros que fallecían o que habían sido señalados para su desaparición eran llevados en aviones IAI Arava y lanzados sobre el océano Pacífico en los llamados «vuelos de la muerte».

### Transición a gobierno civiles
Mejía Víctores puso en marcha los planes de campaña “Reencuentro Institucional 84” y “Estabilidad Nacional 85”, con fuerte énfasis político para orientar la transición, pero continúa con el hostigamiento y eliminación selectiva de algunos dirigentes populares, entre ellos el catedrático universitario Santiago López Aguilar.

### Protestas populares
Durante el gobierno de Mejía Víctores nació el Grupo de Apoyo Mutuo -GAM liderado por Nineth Montenegro y también cobró una fuerza considerable la Coordinadora de Estudiantes de Educación Media -CEEM-, formada por estudiantes del Instituto Nacional Central para Varones, el Instituto Normal Central para Señoritas Belén y el Instituto Rafael Aqueche- la cual organizó masivas protestas en septiembre de 1985 en contra del alza de los precios de los transportes públicos.
Al menos diez personas murieron en la Ciudad de Guatemala en la oleada de disturbios urbanos más extensos desde las protestas contra el gobierno de Fernando Romeo Lucas García en agosto de 1978.  Los disturbios se iniciaron con manifestaciones populares contra el alza del precio del transporte público pero luego se generalizaron contra la situación económica que vivía el país en ese momento. Incendio de autobuses urbanos, toma de calles y manifestaciones masivas que resultaron en destrozos de la infraestructura pública ocurrieron casi todos los días.
El gobierno respondió con tres mil soldados del Ejército, apoyados por blindados ligeros, y con fuerzas del pelotón antimotines de la Policía Nacional, quienes fueron desplegados en áreas céntricas y periféricas de la ciudad.  También, la noche del 3 de septiembre la Universidad de San Carlos de Guatemala fue ocupada militarmente y se dijo que en su interior se encontró un polígono de tiro subterráneo y propaganda subversiva.
Varios centenares de personas fueron detenidas y el general Mejía Víctores se dirigió al país mediante una alocución radiotelevisada en la que anunció medidas para atajar la agitación social reinante. El general Mejía anunció el cierre de centros docentes hasta nuevo aviso y la congelación de precios de los artículos de consumo; al final, como parte de la solución del proceso se otorgó un bono estudiantil para que los estudiantes de educación primaria y media se transportaran gratuitamente en los buses urbanos.
Pero los maestros continuaban en huelga; para disolver el movimiento ya que había paliado la situación con los estudiantes, Mejía Víctores ofreció Q50 de aumento, que el magisterio inicialmente rechazó, pidiendo que dicha cantidad fuera sumada a la base y no a la bonificación, lo cual enfureció a Mejía Víctores y a la entonces ministra de Educación, Aracely Samayoa de Pineda, quien mostraba pasividad ante el movimiento.   Ante esto, Mejía Víctores emitió el 24 de septiembre de ese año el Acuerdo 685-85, sobre promoción automática de grado, y anunció en cadena nacional que el ciclo lectivo terminaba el 25 de septiembre, a las 8 horas.
Los maestros, que habían estado en asamblea permanente en el Instituto Nacional Central para Varones, pidieron que no se aplicara dicha medida, y advirtieron que no entregarían registros de calificaciones de los alumnos hasta que el Ejecutivo diera marcha atrás con dicho acuerdo; pero el 3 de octubre, Mejía Víctores rompió el diálogo con los maestros y manifestó que no derogaría el acuerdo 865-85, y además advirtió que el Gobierno no estaba en disposición de otorgar más de Q50 de aumento. La Asociación de Periodistas de Guatemala (APG), que sirvió de intermediaria entre el gobernante y los maestros, vio frustrado su intento de conciliar a ambas partes debido a que Mejía Víctores fue recalcitrante y dijo que el diálogo se había roto, y que la promoción automática estaba en marcha, declarando en forma tajante: «No será derogado tampoco el acuerdo gubernativo que da lugar a la promoción automática de los estudiantes».
Respecto de los graduandos, la ministra de Educación mostró los títulos que serían otorgados, los cuales eran similares a los entregados en años anteriores; pero para que la disposición fuera acatada, Samayoa de Pineda ordenó a los supervisores que todos los cuadros finales de evaluación llevaran un sello que decía «Promovido según Acuerdo 685-85». El Magisterio se mostró indignado ante la disposición del jefe de Estado, pero tuvo que aceptar la promoción por decreto y retornar a sus bases prácticamente con las manos vacías.

### Polarización de la sociedad guatemalteca
Durante estos disturbios hicieron su aparición grupos organizados de pandilleros de áreas marginales de la Ciudad de Guatemala, quienes se autodenominarían posteriormente como las maras y que estuvieron influenciadas por el estilo de baile breakdance que llevaban a Guatemala los jóvenes deportados de los Estados Unidos.  Fueron llamados despectivamente como «breaks» por los jóvenes de las clases medias y altas, principalmente en la Ciudad de Guatemala y no era extraño ver que hubiese altercados entre miembros de una y otra agrupación en las calles de la ciudad muchas veces originados simplemente por la forma de vestir de unos y otros.[cita requerida]

### Asamblea Nacional Constituyente

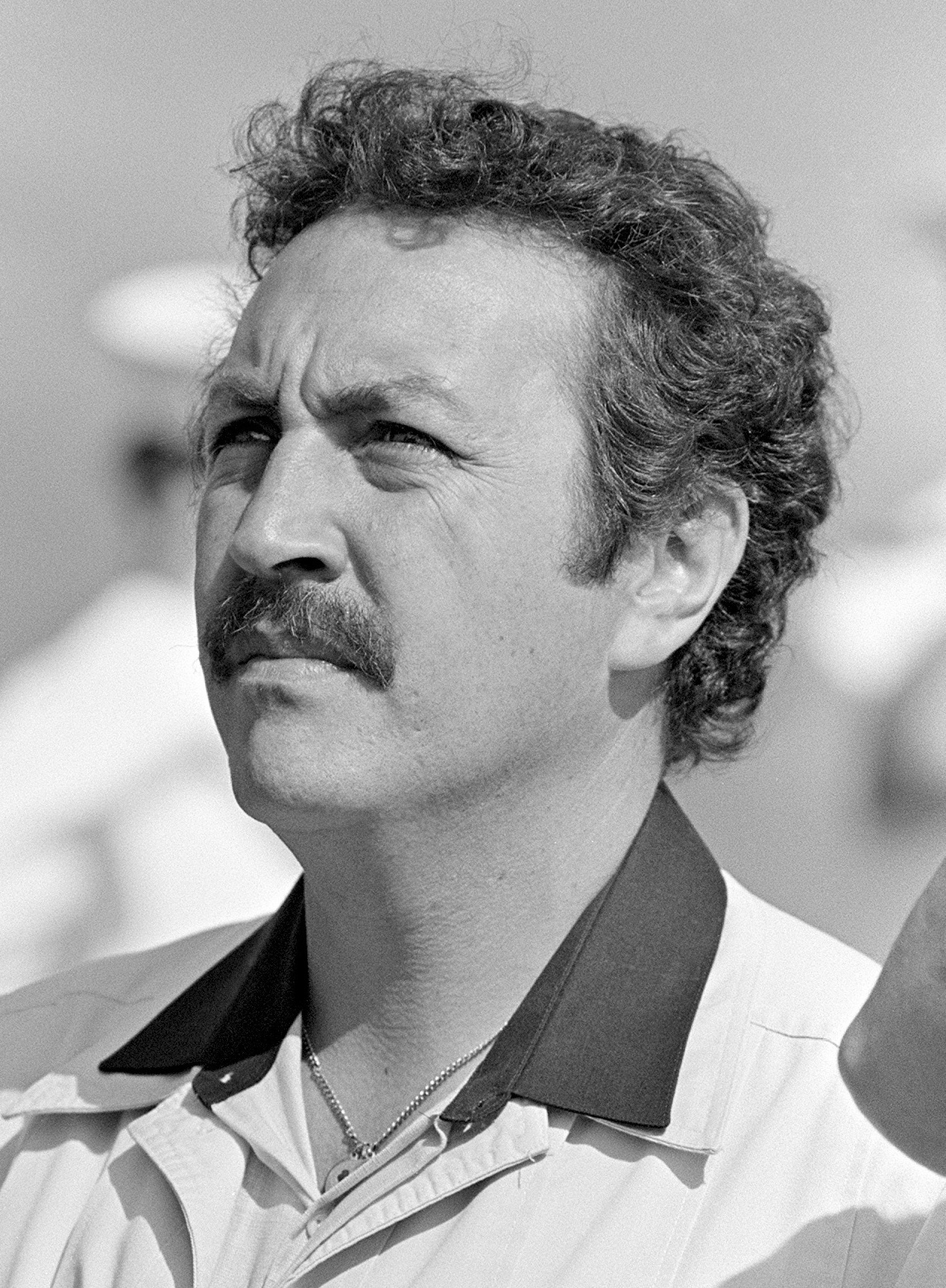
Marco Vinicio Cerezo Arévalo en 1986

Fue el último gobierno militar de Guatemala en el siglo xx, después de una serie de gobiernos militares. Durante su gobierno se convoca a una asamblea constituyente, sancionada en 1985, bajo la cual convocó a las elecciones generales del 3 de noviembre de 1985 y se restauró la democracia formal, poniendo fin a los regímenes militares, para darle paso a gobiernos civiles. Entregó el poder el 14 de enero de 1986 en manos del ganador de las elecciones presidenciales, licenciado Vinicio Cerezo.

## Juicio por Genocidio y crímenes de lesa humanidad

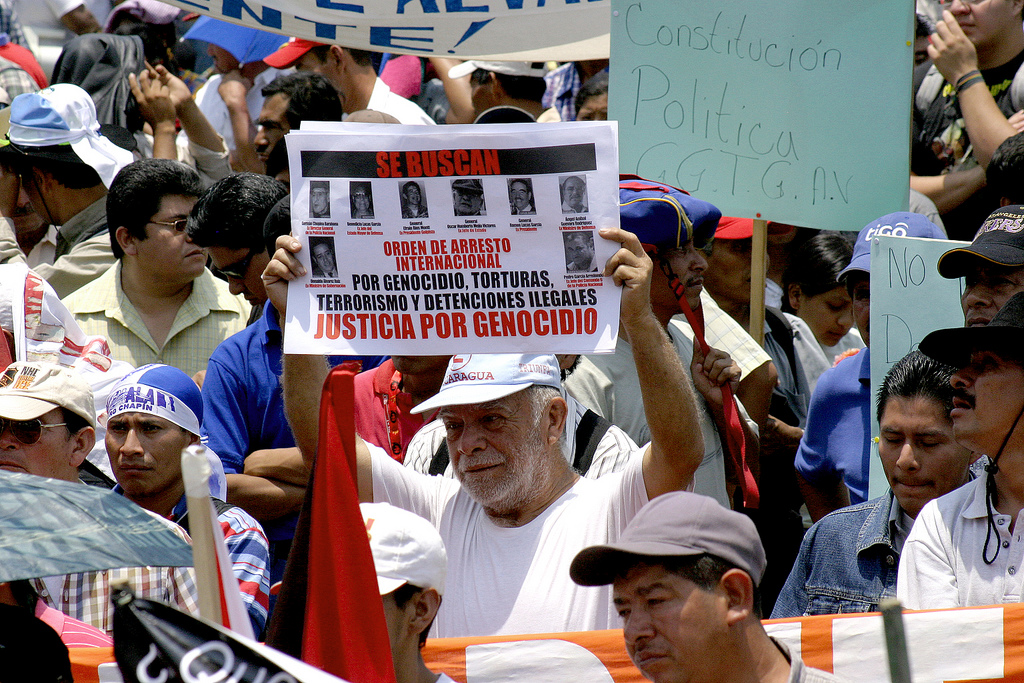
Pedido de justicia: un hombre levanta un cartel pidiendo justicia por el genocidio guatemalteco. En el cartel se encuentran las fotografías de Germán Chupina, Benedicto Lucas-García, Efraín Ríos Montt, Óscar Humberto Mejía-Victores, Fernando Romeo Lucas-García

Debido a sus acciones durante el Conflicto armado interno de Guatemala, Óscar Humberto Mejía Víctores fue acusado de Genocidio por el Estado de Guatemala, pero su proceso fue detenido por su estado causado por un derrame y accidente cerebrovascular en 2011. A Mejia Victores se le acusó de la Masacre en Plan de Sánchez, en el departamento de Baja Verapaz, en 1982, donde se encontraron 264 personas, y otros hechos en el área Ixil, al menos 11 masacres que dejaron más de 1.000 muertos. Previo a su muerte, la Jueza Carol Patricia Flores suspendió la persecución penal y decretó arresto domiciliario y evaluaciones médicas cada 15 días. Fue defendido por Fernando Linares Beltranena.

## Muerte
Mejía Víctores falleció en la mañana del 1 de febrero de 2016, a las ocho de la mañana; su entierro fue exprés. Según el vocero del ejército de Guatemala, se le debían haber dado honras fúnebres como exjefe de estado, pero indicó que la institución respeta el luto de la familia Mejía.